# Detroit Institute of Arts
Pour les articles homonymes, voir Dia.
Le Detroit Institute of Arts (DIA) est un des plus grands musées des États-Unis. Il est situé dans le centre culturel de Détroit à 3 km au nord du centre-ville.

## Histoire

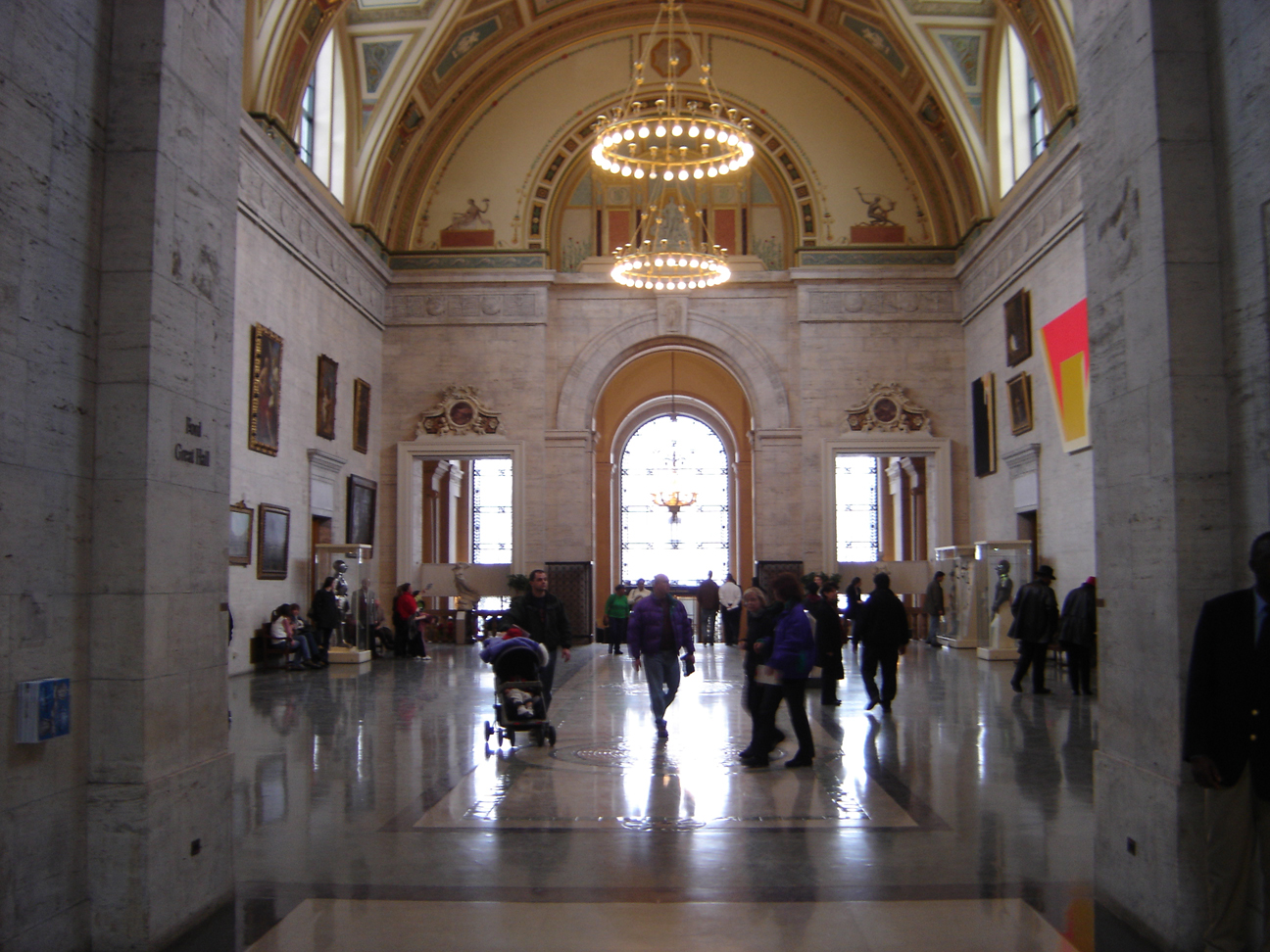
L'intérieur du Detroit Institute of Arts

Les premières œuvres du musée proviennent de la collection du magnat de la presse James E. Scripps. Le soutien postérieur du musée est venu des philanthropes de Détroit tels que Charles Lang Freer, et des barons d'automobile : l'art et les fonds ont été donnés par les familles Ford, Firestone et Dodge. Des œuvres des artistes américains étaient rassemblés immédiatement après la fondation du musée en 1883. Le début du XXe siècle était une période du rassemblement prolifique pour le musée, qui a alors acquis un grand nombre des œuvres internationaux. En 1927, Paul Cret a construit l'un des bâtiments du musée actuel dans le style Beaux-Arts.
Robert Hudson Tannahill, représentant d'une famille propriétaire du grand magasin d'Hudson's, était un bienfaiteur et un défenseur important du musée, faisant beaucoup de dons au cours de sa vie. À sa mort en 1970, il a légué une grande collection d'art européen, (qui comprend des œuvres de Cézanne, Van Gogh, Gauguin, Degas, Seurat, Rousseau, Matisse et Picasso), des œuvres importantes d'expressionnisme allemand, une grande collection d'art africain, auxquels s'ajoute une dotation pour de futures acquisitions.
Une partie du soutien actuel du musée vient du gouvernement de l'État de Michigan en échange duquel le musée effectue des programmes sur l'appréciation d'art et fournit des services de conservation d'art aux autres musées au Michigan.
Actuellement, le bâtiment du DIA subit l'expansion et la restauration étendues à un coût total de $158 millions (USD).
Début 2014, face à la dette abyssale accumulée, la ville de Détroit étudie la possibilité de vendre 5 % des œuvres exposées (dont des peintures de Pieter Bruegel, Vincent van Gogh ou encore Rembrandt), estimées à près de 900 millions de dollars.

## Principales œuvres
- Giovanni Bellini, Vierge à l'Enfant, 1509[2]
- Rosa Bonheur, Biches et cerf au repos, 1867
- Sandro Botticelli, Le Rédempteur bénissant, vers 1480
- William Bouguereau, Les Noisettes, 1882[3]
- Pieter Brueghel l'Ancien, La Danse de la mariée en plein air, 1566[4]
- Le Caravage, Marthe et Marie-Madeleine, vers 1598[5]
- Frederic Edwin Church, Le Cotopaxi, 1862
- Jan van Eyck, Saint Jérôme dans son étude, 1442[6]
- Johann Heinrich Füssli, Le Cauchemar, 1781[7]
- Vincent van Gogh, Autoportrait au chapeau de paille, 1887[8]
- Hans Holbein le Jeune, Portrait de femme, entre 1532 et 1534[9]
- Franz Marc, Animaux dans un paysage, 1914[10]
- Henri Matisse, La Fenêtre, 1916[11]
- Rembrandt van Rijn, La Visitation, 1640[12]
- Diego Rivera, murales Detroit Industry (en), 1932-1933[13]
- Jacob van Ruisdael, Le Cimetière juif, 1654-1655[14]
- James Abbott McNeill Whistler, Nocturne en noir et or : la fusée qui retombe, 1875[15]
- Vieux Maîtres : Pierre Paul Rubens[16], Albrecht Dürer[17], Gerard ter Borch[18], Rembrandt[19], Jacques Blanchard[20]
- Peintres américains : John Singleton Copley[21], George Caleb Bingham[22], Frederic Edwin Church[23], John Singer Sargent[24], Duncan Phyfe[25], Louis Comfort Tiffany[26] et Paul Revere[27].
- Des œuvres de peintres anonymes comme la Nativité du Maître de la Légende de sainte Ursule, XVe siècle[28]
- Des peintres français : Edgar Degas[29], Claude Monet[30], Odilon Redon[31], Eugène Boudin[32], Paul Cézanne[33], Paul Gauguin[34], Georges Seurat[35] et Henri Rousseau, dit le Douanier Rousseau[36].
- Dragon de la porte d'Ishtar de Babylone, dit aussi Mušhuššu-dragon, symbole du dieu Marduk, 604-502 av. J.-C.[37]
- Chapelle gothique du château de Lannoy à Herbéviller[38], démontée pierre par pierre avant d'être remontée avec quelques modifications[39].
- Vitraux gothiques et Renaissance, dont les très grandes verrières exposées au dernier étage, en particulier le Martyre de saint Eustache de 1543 provenant de Saint-Patrice de Rouen[40] et une Nativité par Guillaume de Marcillat, provenant de la cathédrale de Cortone (1516).

## Galerie

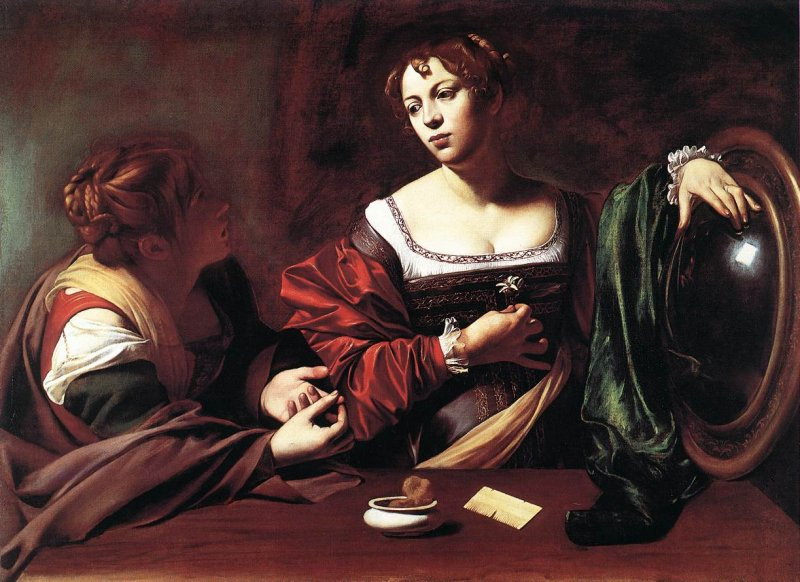
Le Caravage, Marthe et Marie-Madeleine, vers 1598.
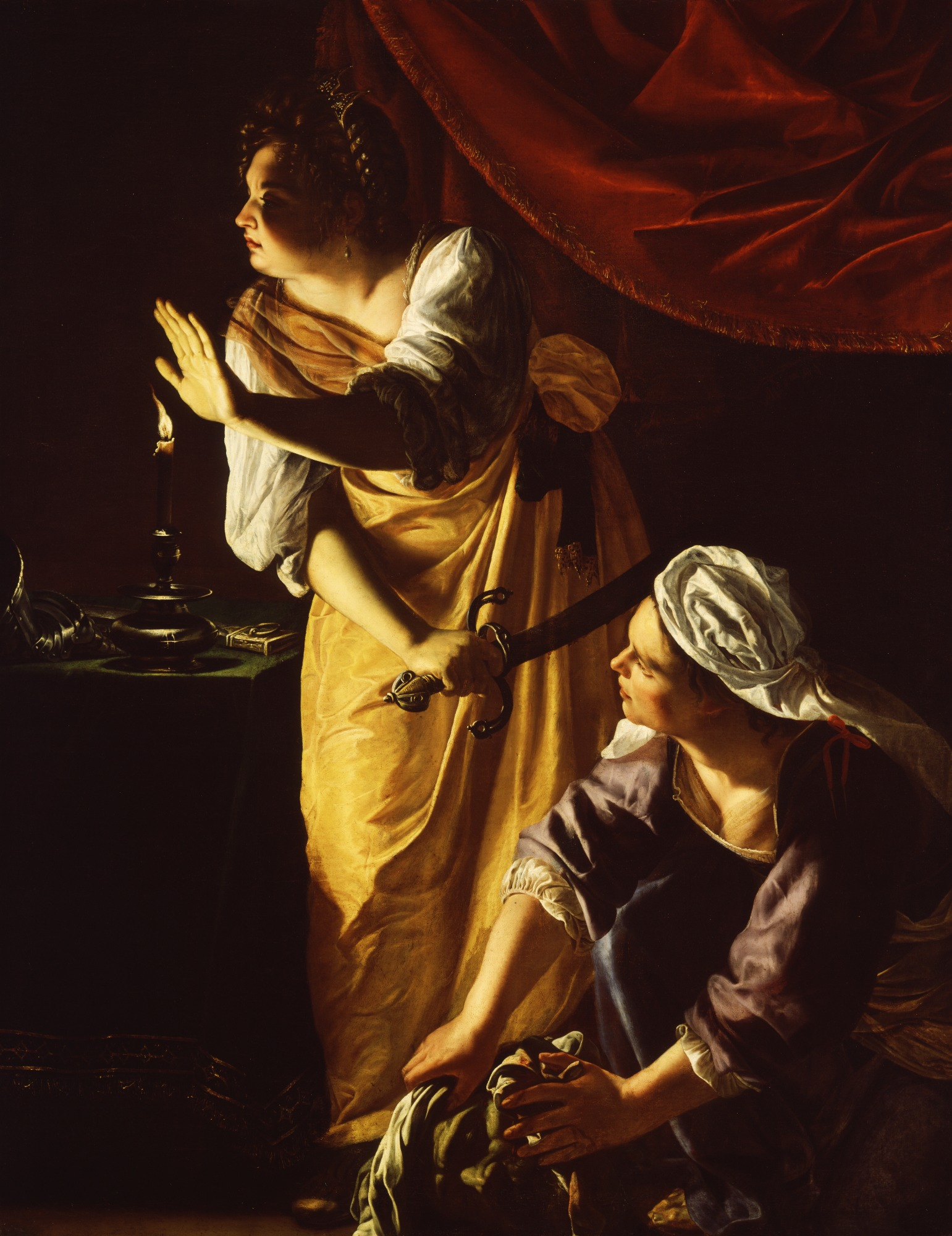
Artemisia Gentileschi,Judith et sa servante, vers 1625.
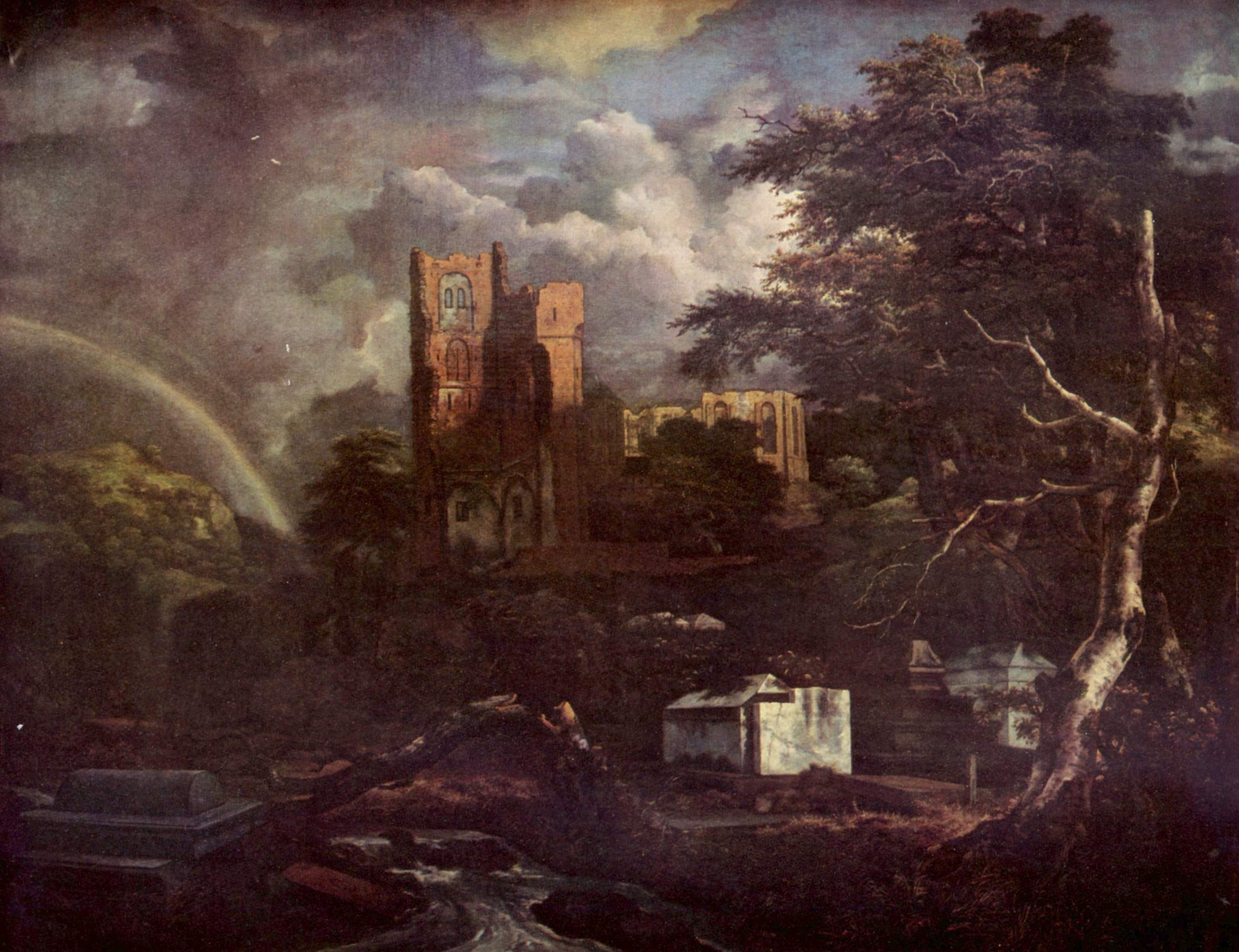
Jacob van Ruisdael, Le Cimetière juif, vers 1660.
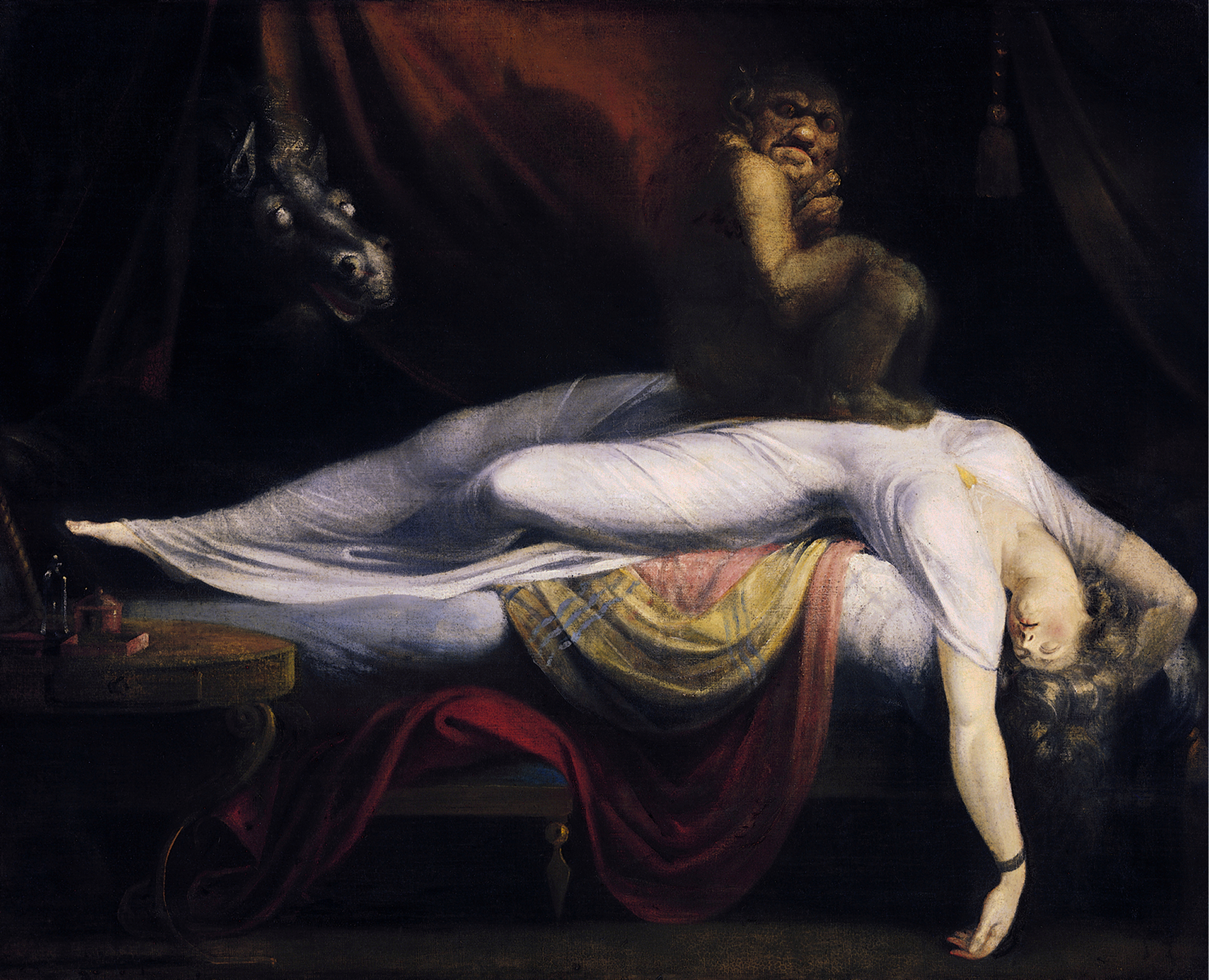
Johann Heinrich Füssli, Le Cauchemar, 1781.
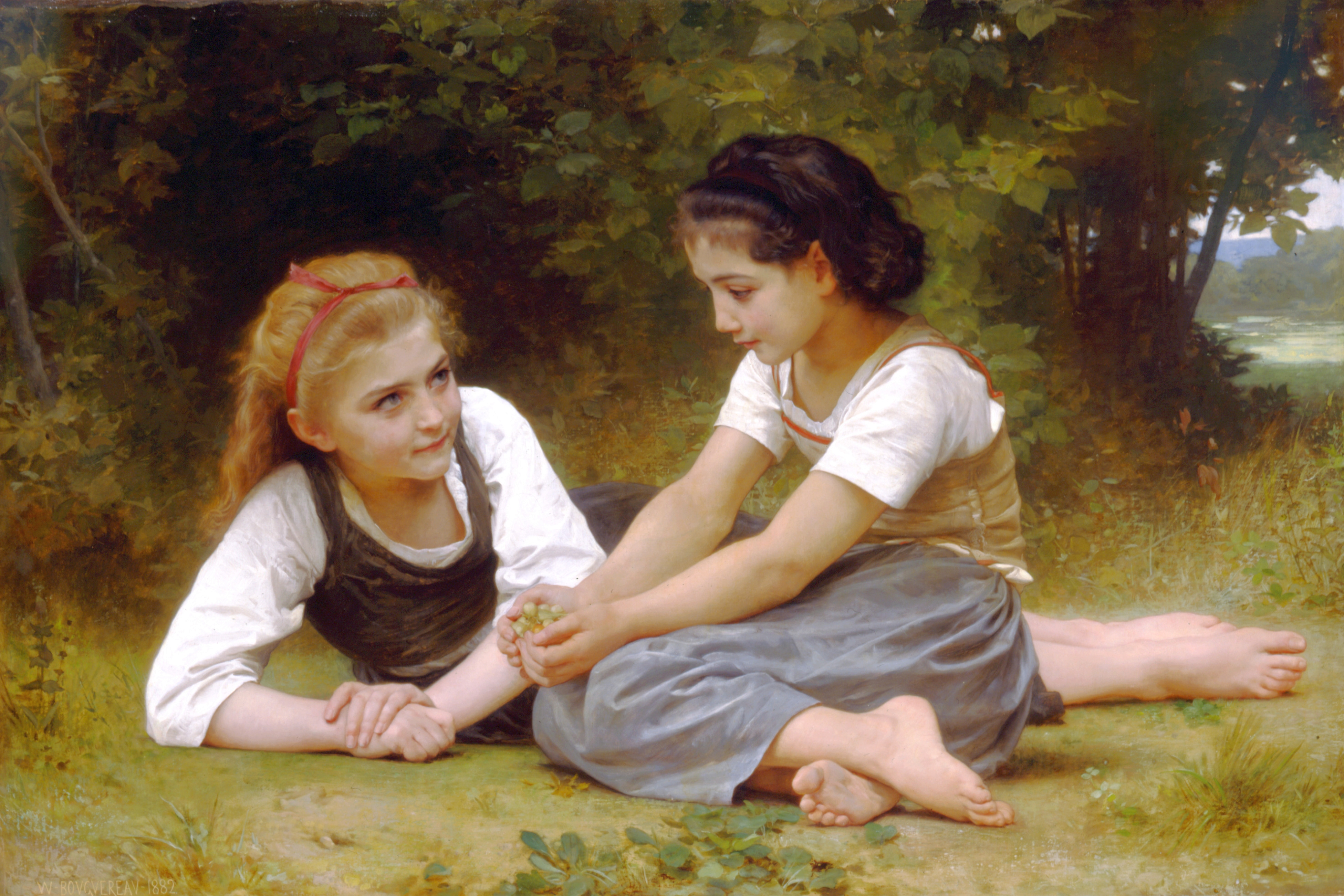
William Bouguereau, Les Noisettes, 1882

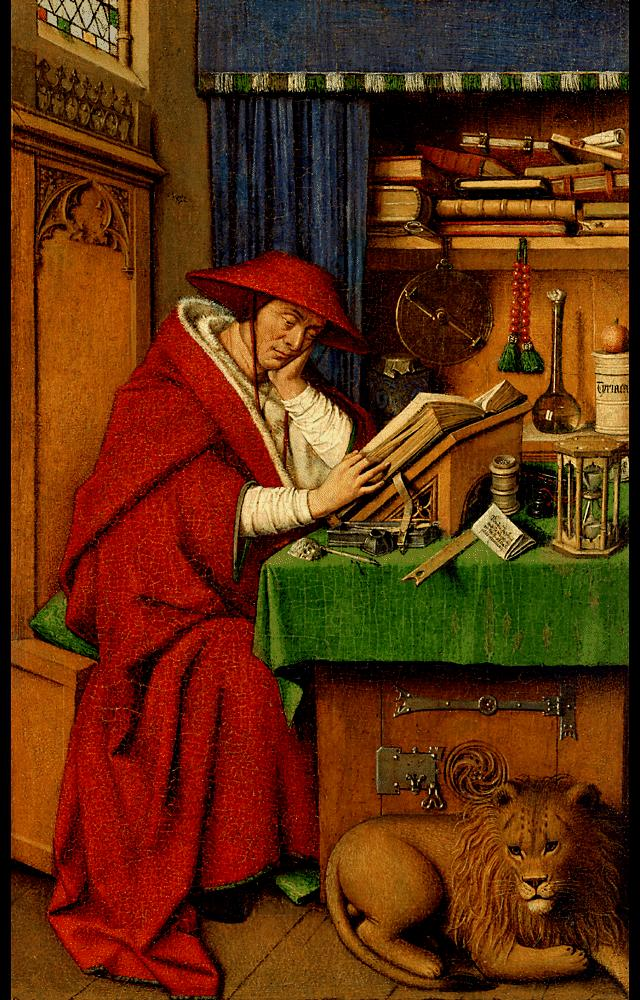
Jan van Eyck, Saint Jérôme dans son étude, 1442
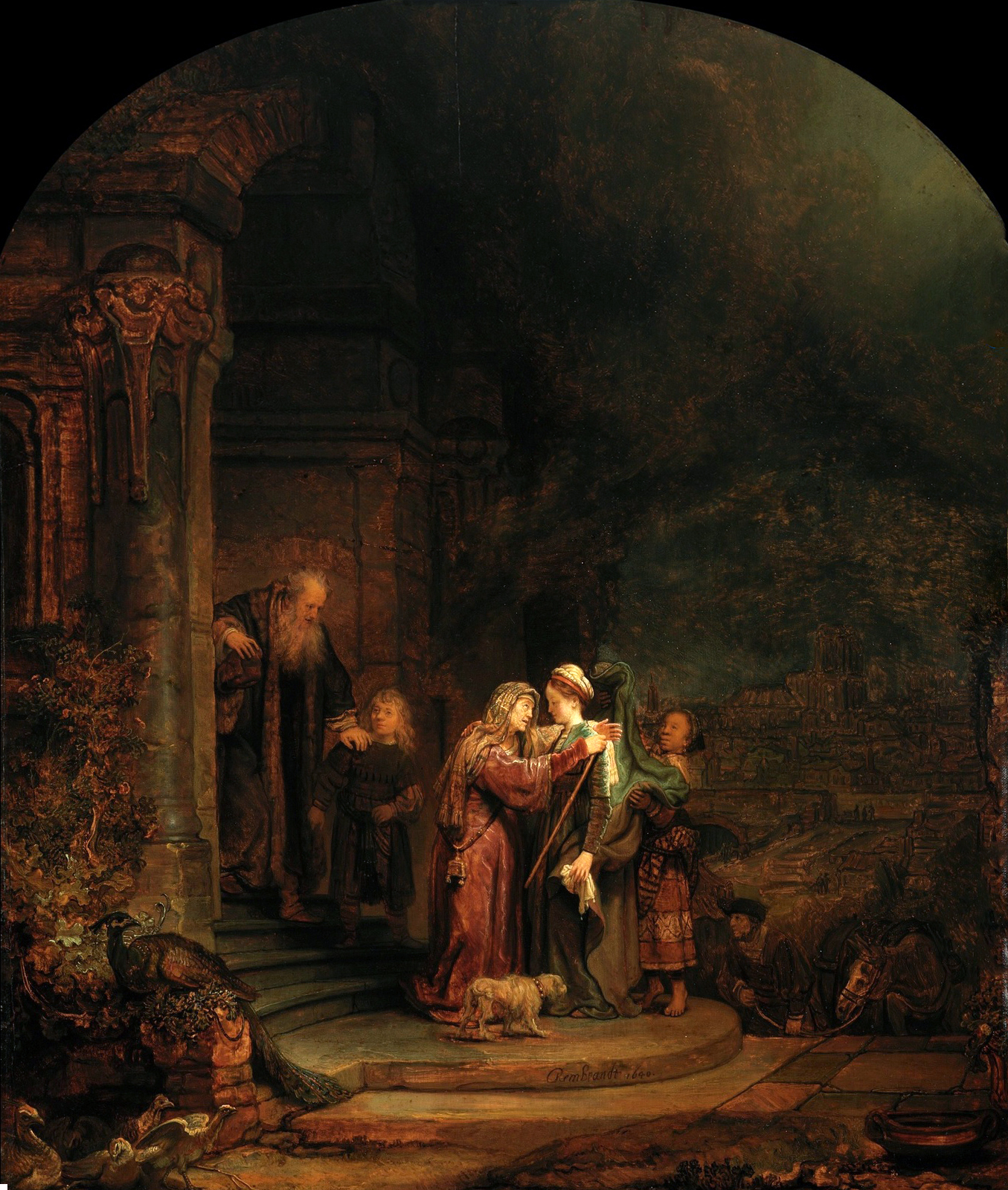
Rembrandt, La Visitation, 1640.
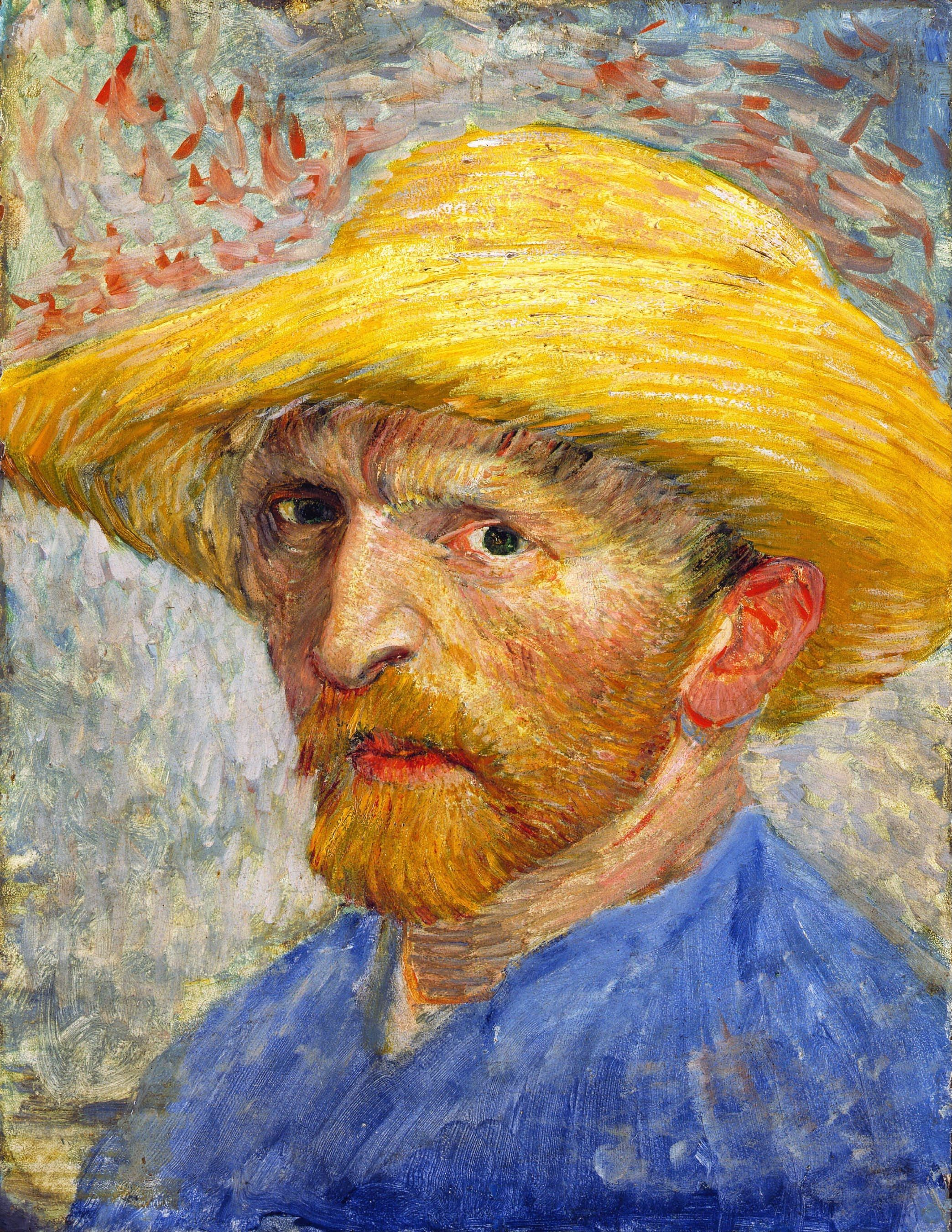
Vincent van Gogh, Autoportrait au chapeau de paille, 1887.
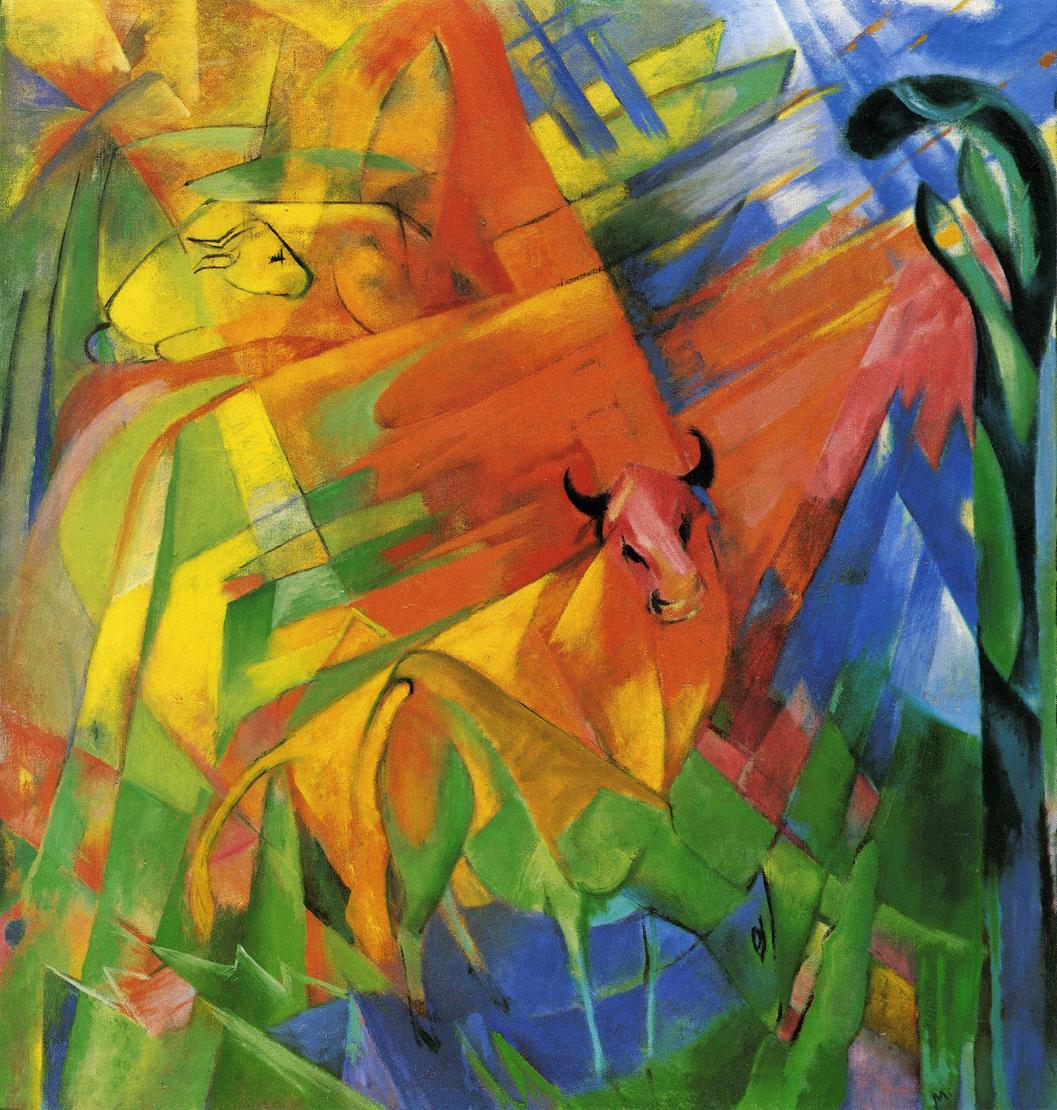
Franz Marc, Animaux dans un paysage, 1914.
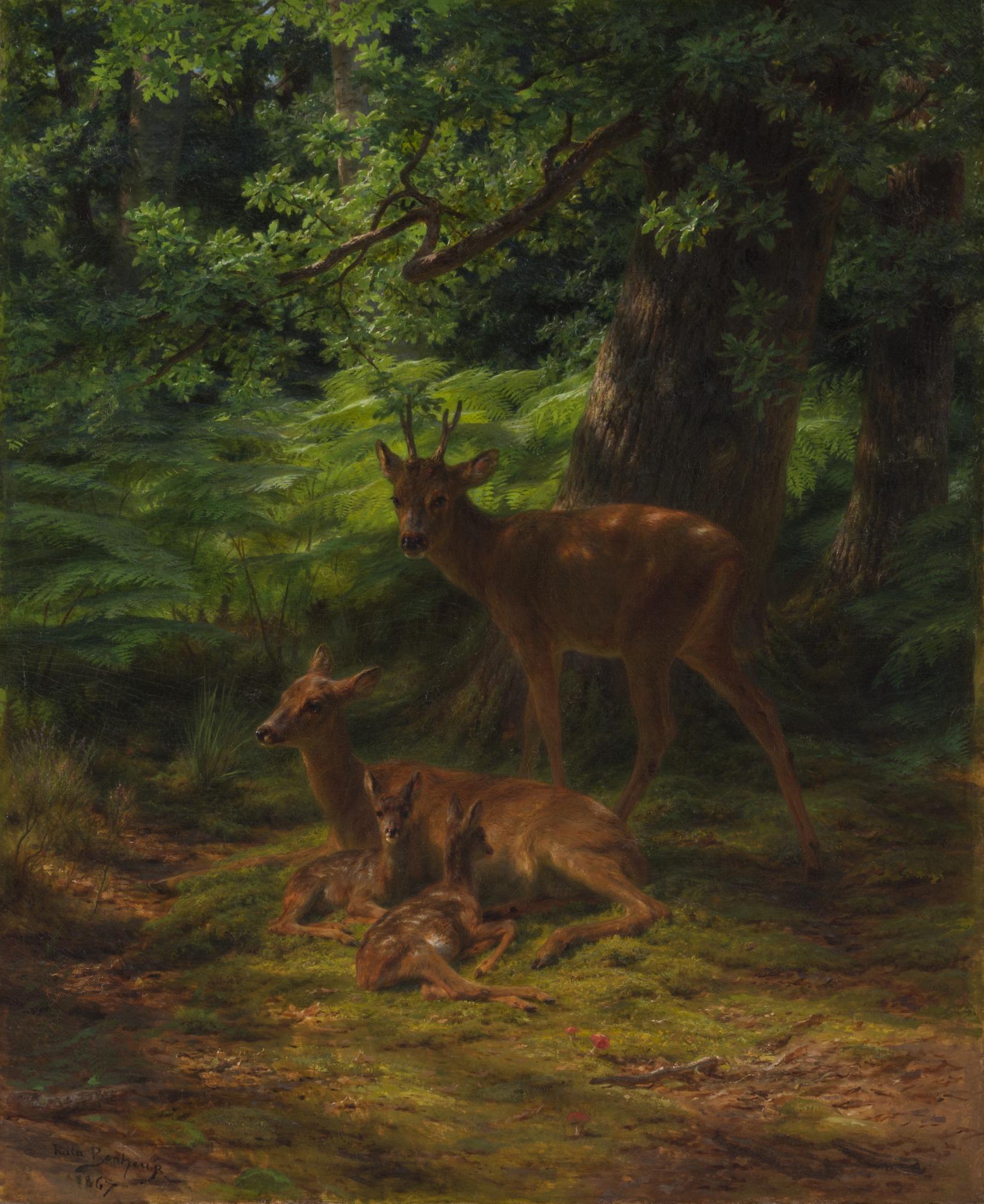
Rosa Bonheur, Biches et cerf au repos, 1867.